# Robert Ritter von Greim
Robert Ritter von Greim (Bayreuth, 22 giugno 1892 – Salisburgo, 24 maggio 1945) è stato un generale e aviatore tedesco.

## Biografia
Nella prima guerra mondiale fu un asso dell'aviazione: abbatté 28 velivoli nemici e fu il primo aviatore a distruggere in volo un carro armato. Fu decorato con le più alte onorificenze bavaresi e prussiane. Dopo la guerra rimase nei ranghi della Reichswehr. Negli anni trenta entrò nella nascente Luftwaffe. Partecipò alla seconda guerra mondiale comandando tra l'altro la Luftflotte 6 sul fronte orientale in appoggio allo Heeresgruppe Mitte.
Il 26 aprile 1945 si trovava a Monaco, quando ricevette un messaggio da Hitler, ormai asserragliato nel bunker della Cancelleria a Berlino, con il quale lo convocava immediatamente nella capitale per conferirgli il grado di feldmaresciallo e il comando generale della Luftwaffe, ruolo che fino al 23 aprile precedente era stato ricoperto da Hermann Göring. Von Greim si precipitò a Berlino su un aereo pilotato dall'aviatrice Hanna Reitsch e, durante l'ultima parte del volo, mentre erano sopra la città, l'aereo fu colpito dalla contraerea sovietica e von Greim rimase ferito ad un piede. L'aereo atterrò nella piazza antistante la porta di Brandeburgo. Von Greim fu l'ultimo a ricevere la promozione a feldmaresciallo prima della fine della guerra e fu anche l'ultimo comandante della Luftwaffe.
Nel bunker, dopo l'investitura ufficiale, von Greim ricevette subito l'ordine di ripartire per Plön, dove anche l'ammiraglio Karl Dönitz aveva stabilito il suo quartier generale, e di arrestare Heinrich Himmler, accusato di tradimento. Von Greim ripartì con Hanna Reitsch, sempre in aereo, ma non riuscì a portare a termine la missione che gli era stata affidata. L'8 maggio successivo fu fatto prigioniero dagli Alleati, ma preferì morire suicida in una prigione di Salisburgo il 24 maggio 1945, ingerendo una compressa di cianuro di potassio.